# Trung Bình
Trung Bình là một xã thuộc huyện Trần Đề, tỉnh Sóc Trăng, Việt Nam.

## Địa lý
Xã Trung Bình nằm ở phía nam huyện Trần Đề, có vị trí địa lý:
- Phía đông và phía nam giáp Biển Đông
- Phía tây giáp thị trấn Lịch Hội Thượng và xã Lịch Hội Thượng
- Phía bắc giáp thị trấn Trần Đề và xã Đại Ân 2.

Xã Trung Bình có diện tích 46,31 km², dân số năm 2022 là 18.204 người, mật độ dân số đạt 393 người/km².

## Hành chính
Xã Trung Bình được chia thành 4 ấp: Bưng Lức, Chợ, Mỏ Ó, Nhà Thờ.

## Lịch sử
Ngày 23 tháng 12 năm 2009, Chính phủ ban hành Nghị quyết số 64/NQ-CP về việc:
- Thành lập thị trấn Trần Đề trên cơ sở điều chỉnh 1.163,03 ha diện tích tự nhiên và 11.915 người của xã Trung Bình.
- Chuyển xã Trung Bình thuộc huyện Long Phú về huyện Trần Đề mới thành lập quản lý.

Sau khi điều chỉnh địa giới hành chính, xã Trung Bình còn lại 4.296,30 ha diện tích tự nhiên và 14.712 người.